# Жамансор
Жамансор (каз. Жамансор) — село в Кзылкогинском районе Атырауской области Казахстана. Входит в состав Мукурского сельского округа. Код КАТО — 234847200.

## Население
В 1999 году население села составляло 449 человек (240 мужчин и 209 женщин). По данным переписи 2009 года, в селе проживали 443 человека (218 мужчин и 225 женщин).